# 쉬지린
쉬지린(许纪霖, 1957~)은 중국 역사가이다. 화동 사범대학의 역사학과 교수이며 20세기 중국 지성사를 전문으로 하고 있다.
1957년 상하이에서 태어난 쉬지린은 문화대혁명으로 학교를 그만두고 사서가 되었다. 국가고등교육 입학시험에 합격한 후 추가 교육을 받기로 결정했다. 화동 사범대학에서 정책을 공부했다. 
1982년 학사 학위를 취득했다. 그는 대학 강사가 되었다. 1997년부터 2003년까지 방문 교수 및 방문 학자로서 3개의 대학(하버드-옌칭 연구소, 싱가포르 국립 대학, 도쿄 대학)을 여행했다. 2003년에 그는 화동사범대학으로 돌아와 경력을 계속했다. 
그는 자유주의자이다. 그는 "작은 정부, 큰 사회"를 믿으며 중국의 미래 경제 발전에 대한 좌파 모델과 중국 신좌파의 광범위한 지적 흐름을 비판했다.